# Újezd u Černé Hory
Újezd u Černé Hory (jusqu'en 1960 : Újezd ; en allemand : Aujest, précédemment : Augezd) est une commune du district de Blansko, dans la région de Moravie-du-Sud, en République tchèque. Sa population s'élevait à 265 habitants en 2020.

## Géographie
Újezd u Černé Hory se trouve à 8 km à l'ouest de Blansko, à 21 km au nord-nord-ouest de Brno et à 171 km au sud-est de Prague.
La commune est limitée par Hluboké Dvory au nord-ouest, par Lubě et Malá Lhota au nord, par Černá Hora et Milonice à l'est, par Lažany au sud-est, par Malhostovice au sud, et par Skalička au sud-ouest.

## Histoire
La première mention écrite de la localité date de 1308.